# Jean Joseph Vermylen-Neeffs
Jean Joseph Vermylen-Neeffs,  né à Malines le 21 janvier 1770 et mort à Malines en juillet 1836, est un homme politique.

## Biographie
Jean Joseph était le fils de Pierre Vermylen et Barbe Rymenans (fille de Vincent Rymenans, adjudicataire de la ferme générale des domaines de West-Flandre). Marié à Marie Thérèse Jeanne Ghislaine Neeffs (nl), fille de Rombaut Corneille Neeffs van Laken, avocat puis procureur de l'Empereur d'Autriche au sein du Grand conseil des Pays-Bas à Malines, et de Marie Thérèse de Brouwer, arrière petit-nièce de Jean Neeffs, cousine de Jean-François-Xavier Estrix et du baron Florentin de Brouwer de Hogendorp, il est le père d'Auguste Joseph Ghislain Vermylen, lieutenant général du génie, directeur des fortifications à Liège.
Rentier, il devient membre du collège électoral de l'arrondissement de Malines.
Il est bourgmestre de Malines (Catholique-unioniste) de 1830 à 1836 en remplacement de Jean-Baptiste Olivier, qui avait été déposé avec un navire et trois conseillers après l'indépendance de la Belgique. Il est élu face à son neveu, Jean-Henri de Perceval, qui lui succède en tant que bourgmestre à son décès en 1836. Vermylen-Neefs a joué un rôle important dans l'opposition face aux Orange-Nassau.
Il était président de la Société de Malines pour l'encouragement des beaux-arts.

## Sources
- Opiniegroepen en partijvorming in de stad Mechelen (1826-1860); Journal of Belgian History; 2015